# Fenómeno de Proteo
El fenómeno de Proteo es una tendencia de la ciencia por la cual las primeras reproducciones de un trabajo contradicen los hallazgos originales, una consecuencia del sesgo de publicación. Es similar a la maldición del ganador.
El término fue acuñado por John Ioannidis y Thomas A. Trikalinos en 2005, llamado así por el dios griego Proteo, quien podía cambiar rápidamente su apariencia. Un artículo de 2013 argumentó que el fenómeno podría ser «deseable o incluso óptimo», desde un punto de vista científico.